# Dictionnaire descriptif et visuel d'objets de Parcs Canada
 (août 2025).
Le Dictionnaire descriptif et visuel d'objets de Parcs Canada (DDV Parcs), est un système bilingue de classification utilisé par les musées canadiens, achevé par Parcs Canada et le RCIP.
Il contribue à la gestion des collections historique, à la recherche, à la conservation ainsi qu’à la description du patrimoine canadien. Il y a deux versions, une version imprimée et une version Web.

## Historique
Au cours des années 1970, au Québec, un Guide pratique à l'usage des recherchistes : ethnographie euro-québécoise est réalisé par la Direction générale du patrimoine du gouvernement du Québec.
Entre 1968 et 1974, le Musée national des Arts et Traditions populaires de Paris établit un système descriptif des objets intitulé Système descriptif des objets domestiques français.
En 1978, la nomenclature, un système de classification pour les collections de culture matérielle, est publiée pour la première fois par Robert G. Chenhall et son équipe professionnelle.
En 1979, quelques régions de Parcs Canada commencent à utiliser le système de Chenhall.
Ce système est accepté officiellement en 1983 en tant que cadre de référence pour la classification des objets historiques et des reproductions.
À partir de 1985, l’American Association for state and Local History a invité Parcs Canada à délibérer de la révision de la Nomenclature de Chenhall pour bien couvrir la diversité des thèmes.
En 1992, le DDV Parcs a été publiée pour la première fois avec les deux langues officielles (anglais et français) à base de la version révisée de la Nomenclature. Pour la liste anglaise, Parcs Canada imite la liste de la première version de la Nomenclature, et pour la liste des termes français, elle a été rédigée par le Service de gestion des collections de la Région du Québec, respectant le système de Chenhall.
Avec la coopération de RCIP, la version électronique du Dictionnaire descriptif et visuel d'objets de Parcs Canada a été mis en ligne sur le site du RCIP en 2005.

## Organisation du système

### Système de recherche
Dans la version électronique, il y a trois modes de consultation de la base de données : recherche directe par mot-clé, exploration des catalogues ou des classes, exploration de l'index [A-Z].

#### Recherche directe par mot-clé
L'utilisateur tape un mot-clé dans la boîte de recherche, et le système peut extraire automatiquement les fichiers qui le contient dans les champs Appellation française, Autre(s) appellation(s), Définition et Ne pas confondre avec Accès à la recherche par mot-clé.

#### Exploration des catalogues ou des classes
L'utilisateur peut cliquer sur « Parcourir les catégories/classes » au début de sa recherche. Et à travers les catalogues ou les classes, l'utilisateur peut trouver l'objet dont il a besoin.

#### Exploration de l'index [A-Z]
L'utilisateur peut cliquer sur « Parcourir l'index A-Z » à partir du menu de gauche à l'écran, on peut trouver l'objet par recherche l'initiale. Généralement, les termes composés en anglais sont entrés dans l'ordre inverse,.

### Système de classification et la page d'objets

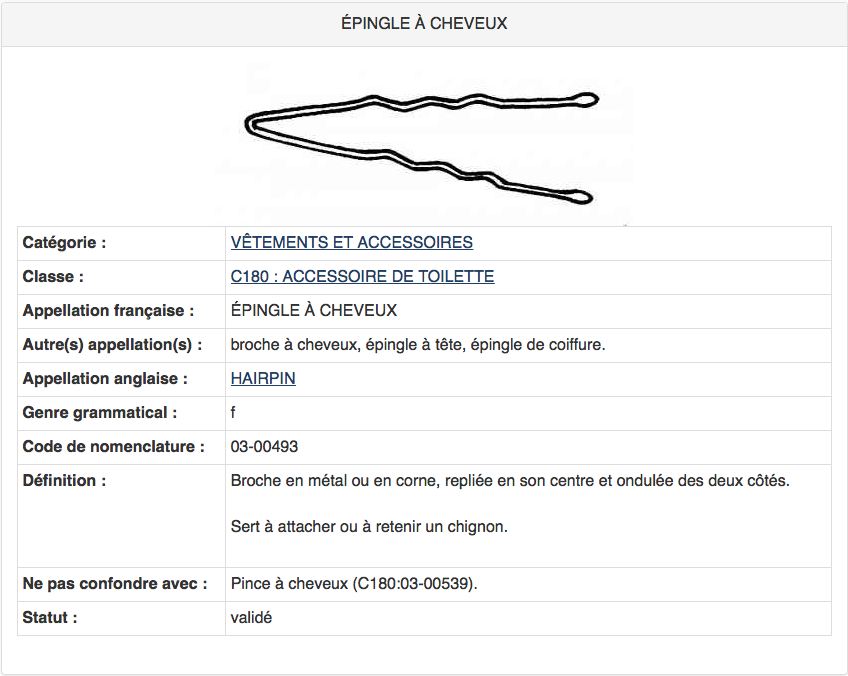
La page d'objets sur le DDV Parcs.

Ce système de classification de Parcs Canada établit la hiérarchisation des dénominations d’objets selon la fonction originale de ces derniers, il possède trois niveaux : la catégorie, la classe ainsi que le terme d’objet. Ce système se divise en dix catégories : construction et éléments distinctifs, ameublement et décoration, vêtements et accessoires, outils et équipement pour les matériaux, outils et équipement de science et de technologie, outils et équipement pour la communication, objets de distribution et de transport, objets de communication, objets de divertissement, objets dont la fonction n’est pas identification. Chaque catégorie est composée de plusieurs classes étant classées selon la fonction. Dans chaque classe, l’ordre alphabétique est la seule mesure pour organiser les termes d’objet.
Par chaque objet, le fichier inclut l’appellation de l’objet en français et en anglais, le code de la nomenclature ainsi que l'illustration[incompréhensible] (mais ce ne sont pas tous les objets qui ont une illustration). Il contient également l’URL pour accéder à l'information détaillée comprenant le code de nomenclature, le nom de la catégorie, le nom de la classe, l’appellation de l’objet (anglais, français et autres) et son genre grammatical, la définition, ne pas confondre avec, le statut et la illustrations.
Par ailleurs, par suite de la coexistence de termes français et anglais, ces deux termes sont attribués au même code alphanumérique pour relier les deux listes de termes dans la base de données de gestion des collections.

## Fonction du DDV Parcs
- Il aide le personnel de musée à identifier et nommer les objets, offrant définitions et illustrations[9].
- Les musées peuvent plus facilement échanger et partager de l’information des collections entre musées.
- Il est facile de trouver les objets de même type dont un musée dispose. Et le résultat de cherche peut composer l'accès aux objets liés. Ce système augmente l'efficacité du personnel de musée.

## Nomenclature 4.0 et DDV Parcs

### Nomenclature 4.0
Nomenclature 4.0 est la quatrième version de Nomenclature publié en 2015, elle est la norme importante de classification d’objets. Mais son usage n'est pas très commun car la majorité des musées canadiens utilise Revised Nomenclature et Nomenclature 3.0, voire la version née en 1978 Quant à la langue, il n’existe qu’en anglo-américain comme les versions précédentes.

### Comparaison entre Nomenclature 4.0 et le DDV Parcs
Le DDV Parcs s'est inspiré du Nomenclature et Nomenclature 4.0 est la nouvelle version de Nomenclature, ces deux systèmes sont les outils utilisés pour classifier les collections dans les musées et pour établir des noms précis et uniformes des objets. En raison de leurs mêmes origines, ces deux systèmes possèdent plusieurs similitudes, mais des disparités existent encore entre les deux. L'utilisateur peut préciser leurs caractéristiques en utilisant la comparaison et les musées peuvent décider quel système est leur meilleur choix.
|                                   | DDV Parcs | Nomenclature 4.0 |
| --------------------------------- | --- | --- |
| Langue                            | Anglais et français | Anglais |
| Nombre de termes                  | 6 504 descripteurs, bilingues 3 743 termes non-descripteurs en français 3 318 termes en anglais 13 565 termes au total | 14 624 descripteurs 2 281 termes non-descripteurs 16 905 termes au total |
| Objet                             | Collections de Parcs Canada | Collections provenant de l'Amérique du Nord |
| Contenu sous le terme d’objet     | le code de nomenclature, le code de la catégorie, le code de la classe, le nom de la catégorie, le nom de la classe, l’appellation de l’objet et son genre grammatical, la définition, le statut et l'illustration | Appellation anglaise, la note |
| Structure                         | 3 niveaux catégorie classe Terme d'objet | 6 niveaux catégorie classe sous-classe terme d’objet principal terme d’objet secondaire terme d’objet tertiaire |
| Catégories et classes principales | Construction et éléments distinctifs Bâtiment Élément d’un bâtiment Élément complémentaire d'un emplacement Autre construction Ameublement et décoration Literie Revêtement de sol Mobilier Accessoire de maison Éclairage Sanitaire Chauffage Décoration de porte et de fenêtre Vêtements et accessoires Ornement Chaussure Coiffure Vêtement de dessus Sous-vêtement Accessoire vestimentaire Accessoire personnel Accessoire de toilette Outils et équipement pour les matériaux Agriculture Élevage et soins des animaux Pêche et piégeage Traitement de produits alimentaires Service des aliments Foresterie Travail de matériaux composites Travail de matériaux d’origine animale Travail de la pierre et maçonnerie Travail du métal Mines et extraction des minerais Peinture et recouvrement Fabrication de matériaux de particules Travail des fibres et confection Travail du bois Vannerie Fabrication des produits du tabac Lapidaire Savonnerie Perruquerie Outils et équipement de science et technologie Acoustique Arme à feu Arme blanche Arme contondante Artillerie Munition Attirail Astronomie Biologie Chimie Terrassement et construction Électricité et magnétisme Production d'énergie Géologie Entretien ménager et maintenance Mécanique Médecine et psychologie Commerce Météorologie Physique nucléaire Optique Protection civile Arpentage et navigation Énergie thermique Chronométrie Métrologie Autres sciences et technologies Outils et équipement pour la communication Traitement de l’information Graphisme Musique Photographie Impression Communication sonore Télécommunication Communication visuelle Communication écrite Autres moyens pour la communication Objets de distribution et de transport Contenant Transport aérospatial, équipement Transport aérospatial, élément Transport terrestre, force animale Transport terrestre, force humaine Transport terrestre, force motorisée Transport terrestre, élément Transport ferroviaire, équipement Transport ferroviaire, élément Transport nautique, équipement Transport nautique, élément Objets de communication Support publicitaire Art Objet de cérémonie Objet documentaire Moyen d’échange Symbole personnel Objets de divertissement Jeu Équipement récréoculturel Équipement récréosportif Équipement sportif Jouet Objets dont la fonction n’est pas identification Reste d’objet Fonction inconnue Objet à usage multiple | Built Environment Objects Building Components Site Features Structures Furnishings Bedding Floor Coverings Furniture Household Accessories Lighting Equipment Temperature Control Equipment Window & Door Coverings Personal Objects Adornment Clothing Personal Gear Toilet Articles Tools & Equipment for Materials Agricultural Animal Husbandry Fishing & Trapping Food Processing & Preparation Food Service Forestry Glass, Plastics and Clayworking Leather, Horn, and Shellworking Masonry & Stoneworking Metalworking Mining & Mineral Harvesting Painting Papermaking Textileworking Woodworking Tools & Equipment for Science & Technology Acoustical Astronomical Biological Chemical Construction Electrical & Magnetic Energy Production Geological Maintenance Mechanical Medical & Psychological Merchandising Meteorological Nuclear Physics Optical Regulative & Protective Surveying & Navigational Thermal Timekeeping Weights & Measures Tools & Equipment for Communication Data Processing Drafting Musical Photographic Printing Sound Communication Telecommunication Visual Communication Written Communication Distribution & Transportation Objects Containers Aerospace Transportation Land Transportation Rail Transportation Equipment Water Transportation Equipment Communication Objects Advertising Media Art Ceremonial Objects Documentary Objects Exchange Media Personal Symbols Recreational Objects Game Public Entertainment Devices Recreational Devices Sports Equipment Toys Unclassifiable Objects |
| Façon d’ordre sous le terme       | Par ordre alphabétique | Par les niveaux différents regroupant les objets similaires |
| Accès                             | L'accès en ligne, sur le site du Réseau canadien d'information sur le patrimoine (RCIP) est gratuit | Version imprimée seulement Fichier électronique sous licence pour les fournisseurs de logiciels Intégrée à certains systèmes commerciaux de gestion des collections. |

### Conclusion de comparaison
Bien que Nomenclature 4.0 et du Dictionnaire descriptif et visuel d’objets de Parcs Canada soient des outils similaires pour indexer et cataloguer les collections d'objets historiques culturels, et que ces deux systèmes ont une même catégorie et une classe analogue, il existe quelques aspects différents, comme nombre de termes, langue, présence d'illustrations, définition, accès aux systèmes, etc. Les musées peuvent dépendre de leur situation actuelle pour choisir le système qui répond le mieux à leurs besoins. Ou ils peuvent décider un système comme le principal et ensuite utiliser l'autre système pour compléter ce dont ils ont également besoin.

### Harmonisation de Nomenclature 4.0 et du Dictionnaire descriptif et visuel d’objets de Parcs Canada
La version électronique du Dictionnaire descriptif et visuel d'objets de Parcs Canada n'est plus mise à jour par Parcs Canada. Cette application sera mise hors service en 2019. Cependant, la nouvelle application Web Nomenclature for Museum Cataloging qui harmonise le Nomenclature 4.0 avec DDV Parcs (comprenant l’ensemble de Nomenclature 4.0, le vocabulaire harmonisé du DDV Parcs et les nouveaux équivalents français) remplacera le DDV Parcs et sera accessible en 2018.
La norme harmonisée constituera un nouveau système bilingue et illustrée qui tire tous les avantages de ces deux systèmes pour tous les musées de l’Amérique du Nord.